# Токийский кулак
«Токи́йский кула́к» (яп. 東京フィスト То:кё: фисуто) — японский фильм, снятый Синъей Цукамото.

## Сюжет
Цуда Ёсихару — обыкновенный неудовлетворённый жизнью продавец страховок, живущий со своей девушкой Хизуру. Он ненавидит свою работу, испытывает проблемы в отношениях. Однако его жизнь резко меняется, когда встречает своего бывшего одноклассника — Кодзиму Такудзи, который пытается приударить за девушкой Цуды. Впав в ярость, он записался на занятия по боксу в тот же боксёрский зал, где занимается и Такудзи, отомстить которому он жаждет. В конечном итоге Цуда попадает в больницу, а во время его отсутствия Хизуру уходит к боксёру. Тем временем девушка начинает преображаться: делает татуировки, ставит кольца и металлические балки в своё тело. В конечном итоге бывшие возлюбленные встречаются в драке.

## Актёрский состав
| Актёр          | Роль            | Прим. |
| -------------- | --------------- | ----- |
| Синъя Цукамото | Цуда Ёсихару    | [ 2 ] |
| Каори Фудзи    | Хизуру          | [ 2 ] |
| Кодзи Цукамото | Кодзима Такудзи | [ 2 ] |

## Восприятие
Рецензент портала AllMovie Джонатан Кроу назвал фильм «жестоким» и «странно весёлым». Он отметил, что в кадре присутствуют увечья, мужской гнев и латентный гомосексуализм, которые являются основой повествования большей части произведений режиссёра. Он утверждает, что город является «одним из персонажей» «Токийского кулака», подобно «Метрополису» Фрица Ланга. Поиски «себя», по мнению критика, являются попыткой героини «покинуть цикл мужской жестокости». 